# Resolutie 1562 Veiligheidsraad Verenigde Naties
Resolutie 1562 van de Veiligheidsraad van de Verenigde Naties werd unaniem door de VN-Veiligheidsraad aangenomen op 17 september 2004 en verlengde de vredesmacht in Sierra Leone.

## Achtergrond
In Sierra Leone waren al jarenlang etnische spanningen tussen verschillende bevolkingsgroepen. In 1978 werd het een eenpartijstaat met een regering die gekenmerkt werd door corruptie en wanbeheer van onder meer de belangrijke diamantmijnen. Intussen was in buurland Liberia al een bloedige burgeroorlog aan de gang, en in 1991 braken ook in Sierra Leone vijandelijkheden uit. In de volgende jaren kwamen twee junta's aan de macht, waarvan vooral de laatste een schrikbewind voerde. Zij werden eind 1998 met behulp van buitenlandse troepen verjaagd, maar begonnen begin 1999 een bloedige terreurcampagne. Pas in 2002 legden ze de wapens neer.

## Inhoud

### Waarnemingen
Er werd verdere vooruitgang geboekt naar de maatstaven waarnaar de UNAMSIL-vredesmissie kon worden afgebouwd. Intussen moesten de politie en het leger van Sierra Leone versterkt worden.

### Handelingen
Het mandaat van de vredesmissie in Sierra Leone werd tot 30 juni 2005 verlengd. Vanaf 1 januari 2005 zou ook een residentiële UNAMSIL-aanwezigheid gedurende zes maanden in het land blijven. Die kreeg als taken het bijstaan van de Sierra Leoonse politie en leger, het beschermen van VN-personeel, het toezicht op de herintegratie van terugkerende ex-strijders uit het buitenland, de mensenrechten en het
herstel van het gezag van de staat over het hele grondgebied.
De aanwezigheid zou geregeld worden herzien aan de hand van volgende maatstaven:
- De versterking van het Sierra Leoonse leger en politie,
- Het gezag van de staat over het grondgebied,
- De invloed van de UNMIL-vredesmacht in buurland Liberia.

## Verwante resoluties
- Resolutie 1508 Veiligheidsraad Verenigde Naties (2003)
- Resolutie 1537 Veiligheidsraad Verenigde Naties
- Resolutie 1610 Veiligheidsraad Verenigde Naties (2005)
- Resolutie 1620 Veiligheidsraad Verenigde Naties (2005)

Lijst ·  1522 ·  1523 ·  1524 ·  1525 ·  1526 ·  1527 ·  1528 ·  1529 ·  1530 ·  1531 ·  1532 ·  1533 ·  1534 ·  1535 ·  1536 ·  1537 ·  1538 ·  1539 ·  1540 ·  1541 ·  1542 ·  1543 ·  1544 ·  1545 ·  1546 ·  1547 ·  1548 ·  1549 ·  1550 ·  1551 ·  1552 ·  1553 ·  1554 ·  1555 ·  1556 ·  1557 ·  1558 ·  1559 ·  1560 ·  1561 ·  1562 ·  1563 ·  1564 ·  1565 ·  1566 ·  1567 ·  1568 ·  1569 ·  1570 ·  1571 ·  1572 ·  1573 ·  1574 ·  1575 ·  1576 ·  1577 ·  1578 ·  1579 ·  1580